# مفاعل الأبحاث الأسترالي
مفاعل الأبحاث الأسترالي  OPAL أو مفاعل الحوض المفتوح الأسترالي بالماء الخفيف Open-pool Australian lightwater reactor هو مفاعل للبحوث العلمية تصل قدرته إلى 20 ميجاواط وهو من نوع «مفاعل الحوض». بدأ العمل في أبريل 2007، وهو يستبدل المفاعل الأسترالي عالي الفيض الذي كان يعمل بوقود نووي عالي التخصيب. يتبع المفاعل المؤسسة الأسترالية للعلوم والتقنية النووية
ANSTO
ويقع في لوكاس هايتس، نيو ساوث ويلز، إحدى ضواحي سيدني. المفاعل «أوبال» والمفاعل السابق له يعرفان أيضا باسم «مفاعل لوكاس هايتس».

## أغراضه

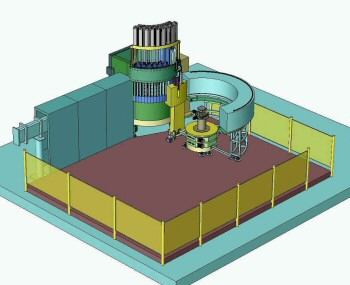
رسم توضيحي يمثل المفاعل (البرج العالي في أحد الزوايا) ومنصوبا بجواره جهاز قياس حيود النيوترونات ECHIDNA Diffractometer الي يقوم بتعيين البنيات البلورية للمواد (أغسطس 2003). الجهاز منصوب في صالة التجارب (بنفسجي).

الأعمال الرئيسة التي بني المفاعل من أجلها، وهو مفاعل ينتج النيوترونات:
- ضرب المواد بالنيوترونات لإنتاج النظائر المشعة التي تستخدم في الطب النووي وفي الصناعة.
- إجراء البحوث في علم المواد والتركيبات الحيوية بواسطة حزم من النيوترونات وما ينتمي إليها من أجهزة قياس متقدمة،
- تحليل المعادل وعينات بطريقة التحليل الكيميائي النيوتروني وتقنية التنشيط النيوتروني المؤخر،
- تنشيط صبة السيليكون (أحادية البلورة) لتشويبها بالفسفور لإنتاج مواد جديدة تصلح لصناعة أشباه الموصلات،

يعمل المفاعل خلال دورة 30 يوم بلا توقف بقدرته القصوى، يتبعها فاترة توقف 5 أيام من أجل إعادة تجهيز الوقود النووي فيه.
شغل المفاعل «أوبال» في عام 2014 لمدة 290 يوم، ولمدة 300 يوم في عام 2015، وهذا ما يمثل جاهزية عاليا على المستوى العالمي.

## تاريخ بنائه
قامت الشركة الأرجنتينية «إنفاب» INVAP بتصميم وصناعة وتوريد المفعل طبقا لعقد إبرم معها في يونيو 2000، كما قامت بتشييده وتشغيله الأولي. في نفس الوقت شاركت شركات أسترالية في التشييدات الخرسانية وبناء المبنى.
يتكون المفاعل من وعاء كبير (20 لتر) من الديوتريوم السائل تساعد على أنتاج «نيوترونات باردة» (أي لها سرعات بطيئة جدا)  يقوم موجه بالمرايا فائق بتوجيه فيض النيوترونات إلى صالة التجارب التي يبلغ طولها 65 متر وعرضها 35 متر. وقام معهد بيترسبورج للفيزياء النووية الروسي بتصميم مصدر النيوترونات الباردة.
نظام التبريد تعمل بالهواء المسال، كما ورد هذا المعهد المرايا لموجه فيض النيوترونات البطيئة وتقسيمه إلى أربعة مسارات موجهة بالمرايا العاكسة.
افتتح مفاعل «أوبال» في 20 أبريل 2007،

وبذلك استبدل المفاعل القديم HIFAR reactor. حصلت المؤسسة الأسترالية للعلوم والتقنية النووية ANSTO على تصريح بتشغيل المفاعل من الوكالة الأسترالية للوقاية من الإشعاع والسلامة النووية (ARPANSA) في يوليو عام 2006. وشغل مفاعل أوبال لأول مرة ووصل إلى الحالة الحرجة في مساء يوم 12 أغسطس 2006 ووصل إلى كامل قدرته لأول مرة في صباح يوم 3 نوفمبر 2006.

## اقرأ أيضًا
- مفاعل أستراليا عالي الفيض
- مفاعل ديدو
- مفاعل نووي للأبحاث
- مفاعل نووي
- مفاعل الماء الخفيف
- مفاعل الماء المغلي
- مفاعل الماء المضغوط